# Eotetranychus greveanae
Eotetranychus greveanae är en spindeldjursart som beskrevs av Gutierrez 1970. Eotetranychus greveanae ingår i släktet Eotetranychus och familjen Tetranychidae. Inga underarter finns listade i Catalogue of Life.